# Емін-паша (маршал)
Емі́н-паша́ (тур. Emin-paşa) — політичний діяч і науковець, один з найавторитетніших учених Османської імперії у першій половині XIX століття в галузі точних наук і військової справи. Маршал, губернатор Дамаску. Син видатного математика, вихідця з Кримського ханства Хусеїна Рифки Кримського. Перший кримський татарин, який закінчив Кембриджський університет.

## Біографія
Емін Рифки народився в сім'ї вченого-математика, башходжи Султанського сухопутного військово-інженерного училища Хусеїна Рифки Тамані в 1780-1790-х роках, але точна дата його народження невідома.
До 1835 року навчався в Стамбульській Султанській академії. Коли в Султанській академії було прийняте рішення направити в Англію групу молодих студентів для отримання фундаментальну європейської освіти, серед відібраних кандидатів був і Емін-бей, який вже тоді він подавав великі надії.
Вступивши на факультет точних наук Кембріджського університету, незабаром Емін-бей став одним з найкращих студентів. Після закінчення університету молодий вчений подав в ректорат диплом (написаний французькою) на здобуття посади викладача Кембриджу. Його робота була високо оцінена і невдовзі він розпочав викладацьку діяльність, але якісь досі невідомі обставини змусили його повернутися в Османську імперію.
Після повернення в Стамбул Емін-бей отримав звання генерал-майора і був призначений директором Султанського військового училища — одного з провідних у галузі реформ військових навчальних закладів Османської імперії. Незабаром він стає одним з найавторитетніших османських учених в галузі точних наук і військової справи. Через декілька років Емін-бей вже високопоставлений чиновник низки військово-освітніх закладів, а ще через деякий час він отримав почесний титул паші, був призначений членом військової ради, а трохи пізніше і її головою.
Емін-паша став одним з найяскравіших представників нової інтелектуальної еліти Османської імперії першої половини XIX століття. Султан і Диван високо цінували його заслуги в галузі освіти і військової справи — з часом він очолив ще один почесний державний орган Меджліс, а також орган, що керував освітою в державі — Мааріф.
На схилі років маршал Емін-паша командував османськими військами в Румелії, а трохи пізніше був губернатором Дамаску. Помер у 1851 році. Після себе Емін-паша залишив ряд опублікованих наукових робіт з математики, фізики та воєнного мистецтва.